# Censo boliviano de 1950
El Censo de Población y Vivienda de Bolivia de 1950 (o más conocido también como Censo de 1950) fue un censo de población que se realizó en Bolivia el 5 de septiembre de 1950, día que fue declarado feriado a nivel nacional. Este censo fue realizado por la entonces denominada Dirección General de Estadística y Censos, dependiente en esa época del Ministerio de Hacienda y Estadística y predecesor del actual Instituto Nacional de Estadística de Bolivia (INE). Históricamente, este fue el séptimo censo de población y el primer censo de vivienda en toda la historia de Bolivia.

## Antecedentes
Por alrededor de 50 años, Bolivia no había realizado ningún otro censo de población, puesto que el último censo oficial se había realizado el año 1900 durante el gobierno del presidente José Manuel Pando.

## Resultados

### Población por departamento
| Puesto       | Departamento | Población en 1950 | Población en 1900 | Crecimiento |             | Crecimiento porcentual |             |
| ------------ | ------------ | ----------------- | ----------------- | ----------- | ----------- | ---------------------- | ----------- |
| 1            | La Paz       | 854 079           | 445 616           | 408 463     | Crecimiento | 91,6%                  | Crecimiento |
| 2            | Potosí       | 509 087           | 325 615           | 183 472     | Crecimiento | 56,3%                  | Crecimiento |
| 3            | Cochabamba   | 452 145           | 328 163           | 123 982     | Crecimiento | 37,7%                  | Crecimiento |
| 4            | Chuquisaca   | 260 479           | 204 434           | 56 045      | Crecimiento | 27,4%                  | Crecimiento |
| 5            | Santa Cruz   | 244 658           | 209 592           | 35 066      | Crecimiento | 16,7%                  | Crecimiento |
| 6            | Oruro        | 192 356           | 86 081            | 106 275     | Crecimiento | 123,4%                 | Crecimiento |
| 7            | Tarija       | 103 441           | 102 887           | 554         | Crecimiento | 0,5%                   | Crecimiento |
| 8            | Beni         | 71 636            | 32 180            | 39 456      | Crecimiento | 122,6%                 | Crecimiento |
| 9            | Pando        | 16 284            | -                 | -           | Sin cambios | -                      | Sin cambios |
|              | Bolivia      | 2 704 165         | 1 766 451         | 937 714     | Crecimiento | 53,0%                  | Crecimiento |
| Fuente: INE. |              |                   |                   |             |             |                        |             |

### Población por grupos etarios
| 0 a 4 años                                        | Entre 1950 y 1946 | 425 663   | 15,7  |
| 5 a 9 años                                        | Entre 1945 y 1941 | 379 170   | 14,0  |
| 10 a 14 años                                      | Entre 1940 y 1936 | 266 019   | 9,8   |
| Población Adulta-Joven                            |                   |           |       |
| 15 a 19 años                                      | Entre 1935 y 1931 | 268 033   | 9,9   |
| 20 a 24 años                                      | Entre 1930 y 1926 | 246 374   | 9,1   |
| 25 a 29 años                                      | Entre 1925 y 1921 | 221 335   | 8,2   |
| 30 a 34 años                                      | Entre 1920 y 1916 | 166 748   | 6,2   |
| 35 a 39 años                                      | Entre 1915 y 1911 | 163 795   | 6,1   |
| Población Adulta-Madura                           |                   |           |       |
| 40 a 44 años                                      | Entre 1910 y 1906 | 119 875   | 4,4   |
| 45 a 49 años                                      | Entre 1905 y 1901 | 104 147   | 3,9   |
| 50 a 54 años                                      | Entre 1900 y 1896 | 86 170    | 3,2   |
| 55 a 59 años                                      | Entre 1895 y 1891 | 63 661    | 2,4   |
| 60 a 64 años                                      | Entre 1890 y 1886 | 77 113    | 2,9   |
| Población Adulta-Mayor                            |                   |           |       |
| 65 a 69 años                                      | Entre 1885 y 1881 | 38 022    | 1,4   |
| 70 a 74 años                                      | Entre 1880 y 1876 | 33 129    | 1,2   |
| 75 a 79 años                                      | Entre 1875 y 1871 | 15 146    | 0,6   |
| Población Anciana                                 |                   |           |       |
| 80 a 84 años                                      | Entre 1870 y 1866 | 16 735    | 0,6   |
| 85 a 89 años                                      | Entre 1865 y 1861 | 5 027     | 0,2   |
| 90 a 94 años                                      | Entre 1860 y 1856 | 4 739     | 0,2   |
| 95 a 100 años                                     | Entre 1855 y 1850 | 3 637     | 0,1   |
| Total                                             | Entre 1950 y 1850 | 2 704 165 | 100 % |
| Fuente: Dirección General de Estadística y Censos |                   |           |       |

### Población por ciudades
Para el año 1950, en Bolivia solamente existía una ciudad que sobrepasaba los 100 mil habitantes y era considerada como la más grande del país. 
Existían también otras 8 ciudades que tenían una población que sobrepasaba los 10 mil habitantes y eran consideradas como ciudades intermedias.
Finalmente estaban otras 18 ciudades que tenían una población que oscilaba entre los mil y 10 mil habitantes y eran consideradas todavía como ciudades pequeñas.
| Principales ciudades de Bolivia para el año 1950 | Principales ciudades de Bolivia para el año 1950 | Principales ciudades de Bolivia para el año 1950 | Principales ciudades de Bolivia para el año 1950 | Principales ciudades de Bolivia para el año 1950 |
| Puesto                                           | Ciudad                                           | Habitantes                                       | Calificación                                     | Departamento                                     |
| ------------------------------------------------ | ------------------------------------------------ | ------------------------------------------------ | ------------------------------------------------ | ------------------------------------------------ |
| 1°                                               | La Paz                                           | 321 073                                          | Ciudad Grande                                    | La Paz                                           |
| 2°                                               | Cochabamba                                       | 80 795                                           | Ciudad Intermedia                                | Cochabamba                                       |
| 3°                                               | Oruro                                            | 62 975                                           | Ciudad Intermedia                                | Oruro                                            |
| 4°                                               | Potosí                                           | 45 758                                           | Ciudad Intermedia                                | Potosí                                           |
| 5°                                               | Santa Cruz de la Sierra                          | 42 746                                           | Ciudad Intermedia                                | Santa Cruz                                       |
| 6°                                               | Sucre                                            | 40 128                                           | Ciudad Intermedia                                | Chuquisaca                                       |
| 7°                                               | Tarija                                           | 16 869                                           | Ciudad Intermedia                                | Tarija                                           |
| 8°                                               | Trinidad                                         | 10 759                                           | Ciudad Intermedia                                | Beni                                             |
| 9°                                               | Llallagua                                        | 10 606                                           | Ciudad Intermedia                                | Potosí                                           |
| 10°                                              | Tupiza                                           | 8248                                             | Ciudad Pequeña                                   | Potosí                                           |
| 11°                                              | Uyuni                                            | 6739                                             | Ciudad Pequeña                                   | Potosí                                           |
| 12°                                              | Viacha                                           | 6607                                             | Ciudad Pequeña                                   | La Paz                                           |
| 13°                                              | Riberalta                                        | 6549                                             | Ciudad Pequeña                                   | Beni                                             |
| 14°                                              | Villazón                                         | 6261                                             | Ciudad Pequeña                                   | Potosí                                           |
| 15°                                              | Huanuni                                          | 5696                                             | Ciudad Pequeña                                   | Oruro                                            |
| 16°                                              | Yacuiba                                          | 5027                                             | Ciudad Pequeña                                   | Tarija                                           |
| 17°                                              | Punata                                           | 5014                                             | Ciudad Pequeña                                   | Cochabamba                                       |
| 18°                                              | Camiri                                           | 4969                                             | Ciudad Pequeña                                   | Santa Cruz                                       |
| 19°                                              | Villamontes                                      | 3105                                             | Ciudad Pequeña                                   | Tarija                                           |
| 20°                                              | Montero                                          | 2713                                             | Ciudad Pequeña                                   | Santa Cruz                                       |
| 21°                                              | Santa Ana de Yacuma                              | 2225                                             | Ciudad Pequeña                                   | Beni                                             |
| 22°                                              | Bermejo                                          | 1870                                             | Ciudad Pequeña                                   | Tarija                                           |
| 23°                                              | San Ignacio de Velasco                           | 1819                                             | Ciudad Pequeña                                   | Santa Cruz                                       |
| 24°                                              | Cobija                                           | 1726                                             | Ciudad Pequeña                                   | Pando                                            |
| 25°                                              | Warnes                                           | 1581                                             | Ciudad Pequeña                                   | Santa Cruz                                       |
| 26°                                              | Guayaramerín                                     | 1470                                             | Ciudad Pequeña                                   | Beni                                             |
| 27°                                              | Puerto Suárez                                    | 1159                                             | Ciudad Pequeña                                   | Santa Cruz                                       |